# Новожиловка

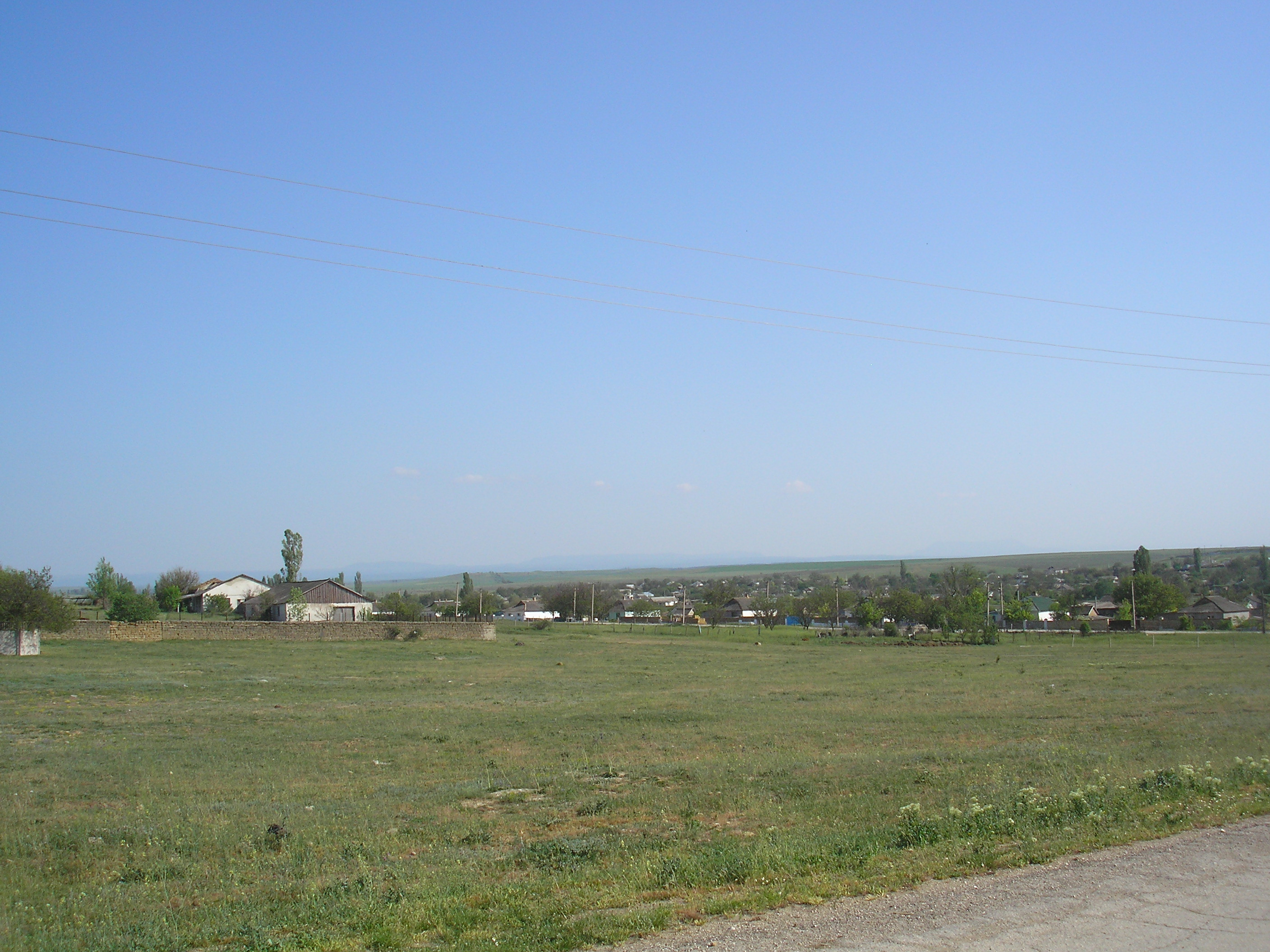

Новожи́ловка (до 1945 года Бешара́н-Ота́р; укр. Новожилівка, крымскотат. Beş Aran Otar, Беш Аран Отар) — село в Белогорском районе Республики Крым, центр Новожиловского сельского поселения (согласно административно-территориальному делению Украины — Новожиловского сельского совета Автономной Республики Крым).

## Население
| 2001 | 2014  |
| ---- | ----- |
| 1605 | ↗1679 |

Всеукраинская перепись 2001 года показала следующее распределение по носителям языка
| Язык             | Процент |
| ---------------- | ------- |
| русский          | 43.99   |
| крымскотатарский | 41.99   |
| украинский       | 12.65   |
| другие           | 0.75    |

### Динамика численности
| - 1805 год — 139 чел. - 1864 год — 6 чел. - 1892 год — 20 чел. - 1911 год — 60 чел. - 1915 год — 549/42 чел. - 1926 год — 611 чел. | - 1939 год — 452 чел. - 1974 год — 1243 чел. - 1989 год — 1615 чел. - 2001 год — 1605 чел. - 2009 год — 1748 чел. - 2014 год — 1679 чел. |

## Современное состояние
На 2017 год в Новожиловке числится 13 улиц; на 2009 год, по данным сельсовета, село занимало площадь 262,5 гектара на которой, в 535 дворах, проживало 1748 человек. В селе действуют средняя общеобразовательная школа, детский сад «Солнышко», сельский Дом культуры, библиотека-филиал № 13, амбулатория общей практики семейной медицины, отделение Почты России, храм Покрова Божией Матери. Новожиловка связана автобусным сообщением с Симферополем, Белогорском и соседними населёнными пунктами.

## География
Новожиловка находится в степной зоне Крыма, в северо-западной части Белогорского района, у границы с Симферопольским районом. Село располагается на обоих берегах реки Зуя, в нижнем течении, высота центральной части села над уровнем моря — 143 м. Ближайшие сёла в 3,5 км: Клёновка и Нижнекурганное Симферопольского района — на юго-запад и юг и Украинское — на юго-восток. Расстояние до райцентра — около 38 километров (по шоссе), до ближайшей железнодорожной станции Элеваторная — примерно 24 километра. Транспортное сообщение осуществляется по региональной автодороге 35Н-111 Анновка — Зуя (по украинской классификации — С-0-10335).

## История
Первое документальное упоминание села встречается в Камеральном Описании Крыма… 1784 года, судя по которому, в последний период Крымского ханства Бешеран входил в Ашага Ичкийский кадылык Акмечетского каймаканства. После присоединения Крыма к России (1783), 8 февраля 1784 года именным указом Екатерины II сенату на территории бывшего Крымского ханства была образована Таврическая область, и деревня была приписана к Симферопольскому уезду. После Павловских реформ, с 1796 по 1802 год, входила в Акмечетский уезд Новороссийской губернии. По новому административному делению, после создания 8 (20) октября 1802 года Таврической губернии, Бешаран-Отар был включён в состав Кадыкойскои волости Симферопольского уезда.
По Ведомости о всех селениях в Симферопольском уезде состоящих с показанием в которой волости сколько числом дворов и душ… от 9 октября 1805 года, в деревне Бешаран числилось 27 дворов и 139 жителей, исключительно крымских татар.
На военно-топографической карте генерал-майора Мухина 1817 года обозначен Бешеран с 16 дворами. После реформы волостного деления 1829 года Беш-Аран, согласно «Ведомости о казённых волостях Таврической губернии 1829 года», отнесли к Айтуганской волости. На карте 1836 года в деревне 11 дворов. Затем, видимо, вследствие эмиграции крымских татар в Турцию, деревня заметно опустела и на карте 1842 года Беш Аран обозначен условным знаком «малая деревня», то есть, менее 5 дворов.
В 1860-х годах, после земской реформы Александра II, деревню приписали к Зуйской волости. В «Списке населённых мест Таврической губернии по сведениям 1864 года», составленном по результатам VIII ревизии 1864 года, числится владельческая татарская деревня Отар-Беш-Аран — с 5 дворами, 6 жителями и мечетью при речке Зуе (и Бешаранский трактир). Согласно «Памятной книжке Таврической губернии за 1867 год», деревня Отар Бешаран была покинута жителями в 1860—1864 годах, в результате, особенно массовой после Крымской войны 1853—1856 годов, эмиграции крымских татар в Турцию и оставалась в развалинах и, если на карте 1865 года ещё обозначен Беш Аран, то на карте с корректурой 1876 года на месте деревни обозначен господский двор.

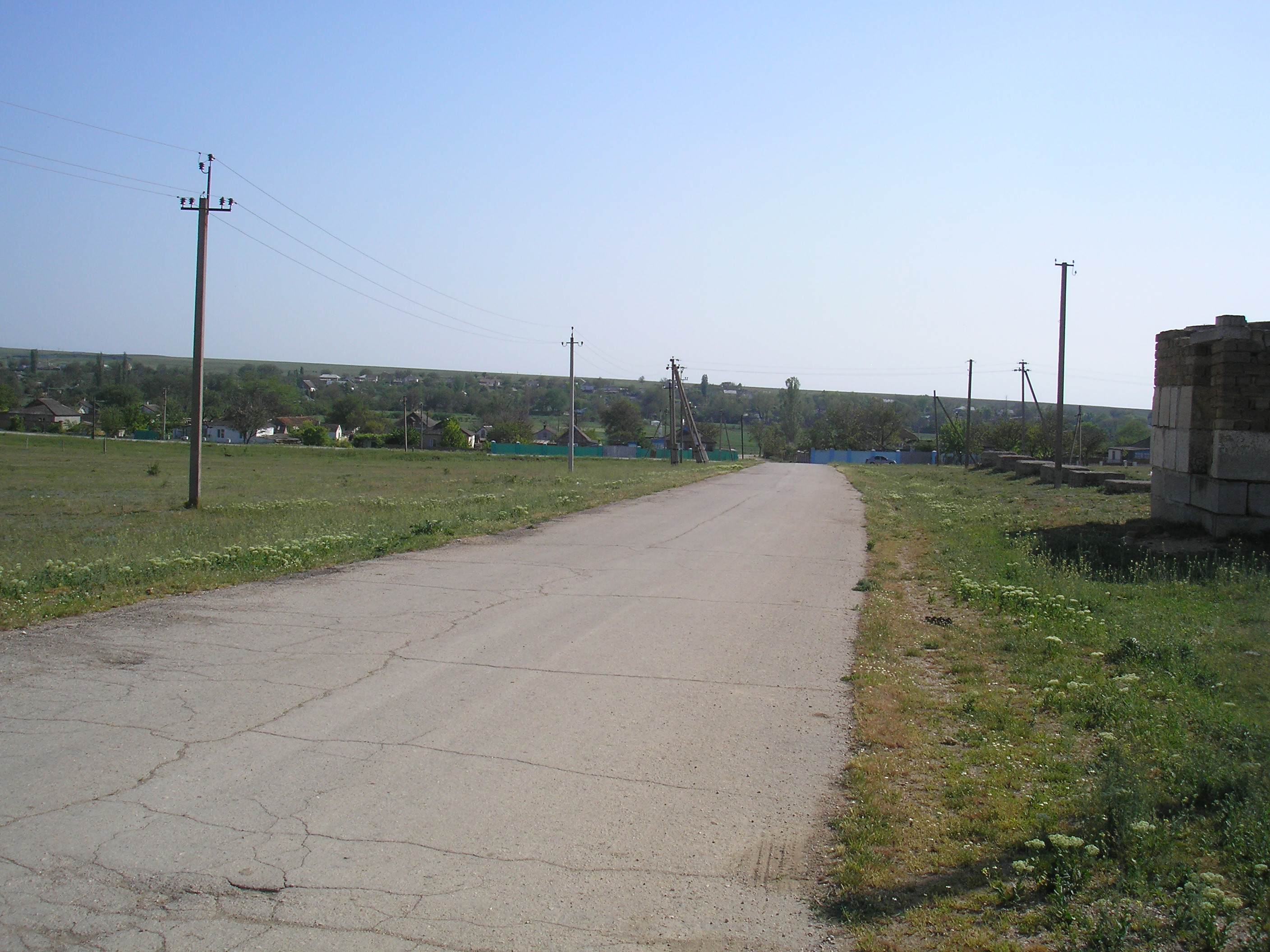

После земской реформы 1890 года, деревню отнесли к восстановленной Табулдинской волости. Согласно «…Памятной книжке Таврической губернии на 1892 год», в деревне Бешарань, входившей в Алексеевское сельское общество, числилось 20 жителей в 6 домохозяйствах, все безземельные.
В 1897 году лютеране-меннониты, получив 1130 десятин земли, основали немецкое село, в 1911 году в нём было 60 жителей. По «…Памятной книжке Таврической губернии на 1902 год» в деревне Биюк-Бешаран, приписанной к волости для счёта, числилось 19 жителей в 5 домохозяйствах. На 1914 год в селении действовали 2 земские школы. По Статистическому справочнику Таврической губернии. Ч.II-я. Статистический очерк, выпуск шестой Симферопольский уезд, 1915 год, в деревне Бешаран-Отар Табулдинской волости Симферопольского уезда числилось 105 дворов с русским населением в количестве 549 человек приписных жителей и 42 — «посторонних», из которых 313 мужчин и 278 женщин. Жители владели 1414 десятинами удобной земли. В хозяйствах имелось 258 лошадей, 18 волов, 94 коровы и 105 голов мелкого скота, но был ли это один Бешаран, или селение учтено вместе с Отар-Бешараном, неизвестно. На 1917 год в селении действовал фельдшерский пункт.
После установления в Крыму Советской власти и учреждения 18 октября 1921 года Крымской АССР, в составе Симферопольского уезда был образован Биюк-Онларский район, в состав которого включили село. В 1922 году уезды получили название округов. 11 октября 1923 года, согласно постановлению ВЦИК, в административное деление Крымской АССР были внесены изменения, в результате которых был ликвидирован Биюк-Онларский район и село включили в состав Симферопольского. Согласно Списку населённых пунктов Крымской АССР по Всесоюзной переписи 17 декабря 1926 года, в селе Бешаран-Отар Чонгравского сельсовета Симферопольского района, числился 141 двор, из них 130 крестьянских, население составляло 611 человек. В национальном отношении учтено 540 украинцев, 41 русский, 17 немцев, 3 латыша, 1 грек, 1 белорус, 8 записаны в графе «прочие», действовала русская школа. В немецком Бешаране, согласно энциклопедическому словарю «Немцы России», проживало 26 человек но, в материалах переписи 1926 года села с таким названием, или населением, нет. Постановлением ВЦИК от 10 июня 1937 года был образован новый, Зуйский район, в который вошло село, при этом был образован новый, Бешаран-Отарский сельсовет. По данным всесоюзной переписи населения 1939 года в селе проживало 452 человека. На километровой карте Генштаба Красной армии 1941 года обозначены 2 Бешарана, причём Юхары-Бешаран на месте Отар-Бешарана, а село, ранее обозначавшееся, как просто Бешаран — подписано Отар-Бешараном.
В 1944 году, после освобождения Крыма от фашистов, 12 августа было принято постановление № ГОКО-6372с «О переселении колхозников в районы Крыма» и в сентябре 1944 года в район приехали первые новоселы (212 семей) из Ростовской, Киевской и Тамбовской областей, а в начале 1950-х годов последовала вторая волна переселенцев из различных областей Украины. Указом Президиума Верховного Совета РСФСР от 21 августа 1945 года Бешаран-Отар был переименован в Новожиловку и Бешаран-Отарский сельсовет — в Новожиловский (видимо, тогда же были окончательно объединены Отар и Юхары-Бешаран). Новое название селу присвоено в честь Героя Советского Союза, морского пехотинца, лейтенанта Лаврентия Новожилова, погибшего при Эльтигенском десанте. С 25 июня 1946 года Новожиловка в составе Крымской области РСФСР, а 26 апреля 1954 года Крымская область была передана из состава РСФСР в состав УССР. После упразднения в 1959 году Зуйского района село включили в состав Симферопольского. Время упразднения сельсовета и включения в Литвиненковский пока не установлено на 15 июня 1960 года село уже числилось в его составе. К 1968 году был восстановлен Новожиловский сельсовет. На 1974 год в Новожиловке числилось 1243 жителя. По данным переписи 1989 года в селе проживало 1615 человек. С 12 февраля 1991 года село в восстановленной Крымской АССР, 26 февраля 1992 года переименованной в Автономную Республику Крым. С 21 марта 2014 года в составе Крыма аннексирована Россией.

## Юхары-Бешаран
Также Отар-Беш-Аран, видимо, одна из частей (маале, или кесек) селения Бешаран. Располагался на месте центральной части села, отмечался на картах 1836 (с 1 двором), 1842 (как «малая деревня», то есть, менее 5 дворов), 1865, 1918, 1941 и 1942 года, но в учётных документах, как самостоятельное селение никогда не фигурировал.